# Trois Valses
Pour l’article homonyme, voir Trois Valses (film).
Trois Valses (Drei Walzer) est une opérette viennoise en trois actes d'Oscar Straus, livret de Paul Knepler et Armin L. Robinson, créée le 5 octobre 1935 au Stadttheater de Zurich (Suisse). Son adaptation française par Léopold Marchand et Albert Willemetz a été représentée pour la première fois le 21 avril 1937 au théâtre des Bouffes-Parisiens avec Yvonne Printemps et Pierre Fresnay dans les rôles principaux. Elle a été portée à l'écran en 1938 avec les mêmes interprètes.

## Argument
L'action se déroule en trois époques, dont l'impresario Brunner fils est le témoin :
- Première Valse : En 1867, sous le Second Empire, le jeune Octave de Chalencey est amoureux de la danseuse d'opéra Fanny Grandpré et souhaite l'épouser. Face à l'opposition de la famille Chalencey, Fanny se retire...
- Deuxième Valse : En 1900, le fils d'Octave, Philippe, fait la connaissance de la fille de Fanny, Yvette, une célèbre chanteuse d'opérette. Celle-ci préférera rompre avec Philippe, lequel a une réputation de "noceur", afin de poursuivre sa carrière...
- Troisième Valse : En 1937, l'actrice de cinéma Irène Grandpré, petite-fille de Fanny, rencontre Gérard de Chalencey, petit-fils d'Octave. Cette fois, rien ne s'opposera à leur idylle...

## Distribution de la création française
- Yvonne Printemps : Fanny Grandpré (1867) / Yvette Grandpré (1900) / Irène Grandpré (1937)
- Pierre Fresnay : Octave de Chalencey (1867) / Philippe de Chalencey (1900) / Gérard de Chalencey (1937)
- René Dary : Brunner fils
- Henry Jullien : Brunner père
- Georges Fells : Dulaurier / L'assistant
- Louis Blanche : Beltramini / Le Président de Chalencey / Le compositeur / Le producteur
- Yahne Lambray : La douairière de Chalencey
- Régina Paris : Mlle Castelli / Mlle Raphaelson
- Missia : Céleste, Mme Jules
- Émile Roques : Le maréchal de Chalencey / Le directeur, un général
- André Numès fils : Cyprien de Chalencey / Le pompier / Le machiniste